# 尚温王
尚温王（しょうおんおう、1784年3月21日（乾隆49年2月1日） - 1802年8月8日（嘉慶7年7月11日））は、琉球王国第二尚氏王朝の第15代国王（在位：1795年 - 1802年）。童名は思五郎金（うみぐらぁがに　または　うみぐるぅがに）。

## 主な経歴
- 1795年 - 12歳で即位。
- 1796年 - 徳川将軍（徳川家斉）へ謝恩使を派遣[3]。
- 1798年 - 国学（現沖縄県立首里高等学校）・平等学校を開くなど教育の振興に努める
- 1800年 - 冊封使が来琉。
- 1801年 - 官制騒動が発生。久米村人が猛烈に反発して暴動となった。[4]
- 1802年 - 19歳という若さで夭折。

## 家族
- 父 - 尚哲
- 母 - 聞得大君加那志（号・徳沢）
- 妃 - 佐敷按司加那志（号・仙徳。父は向氏浦添殿内十一世国頭親方朝慎）
- 子女
  - 長男 - 尚成、中城王子